# Beinn Alligin

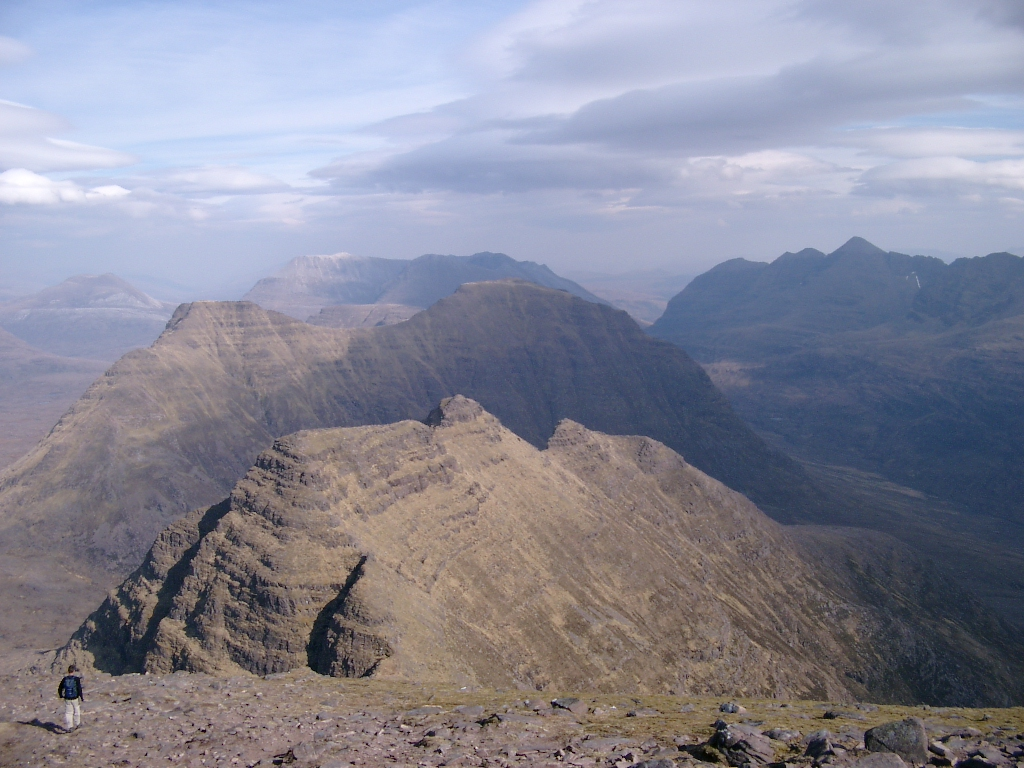
Vy över Horns of Alligin sedd österut från strax under toppen av Beinn Alligin.

Beinn Alligin är ett berg i Wester Ross i kommunen Highland i nordvästra Skottland i Storbritannien. Toppen på Beinn Alligin är 986 meter över havet, eller 672 meter över den omgivande terrängen. Bredden vid basen är 8,9 km.
Terrängen runt Beinn Alligin är huvudsakligen kuperad.  Trakten runt Beinn Alligin är nära nog obefolkad, med mindre än två invånare per kvadratkilometer. Närmaste större samhälle är Gairloch, 16,8 km norr om Beinn Alligin. Trakten runt Beinn Alligin består i huvudsak av gräsmarker.